# Georg von Bismarck
Pour les articles homonymes, voir Bismarck.
Georg von Bismarck (* 15 février 1891 à Neumühl près de Custrin ; † 31 août 1942 à El-Alamein) est un Generalleutnant allemand durant la Seconde Guerre mondiale. Il a notamment commandé la 21e Panzerdivision en Afrique du nord.
Il a été récipiendaire de la croix de chevalier de la croix de fer. Cette décoration est attribuée pour récompenser un acte d'une extrême bravoure sur le champ de bataille ou un commandement militaire avec succès.

## Biographie
Après sa scolarité, Georg von Bismarck entre en 1910 dans le 6e régiment de hussards (de). Il est promu aspirant (Fähnrich) le 20 avril 1911.
Durant la Première Guerre mondiale il est d'abord affecté sur le front de l'ouest jusqu'en juillet 1916, avant d'être transféré sur le front des Carpates, puis sur le front sud, près d'Isonzo, avant d'être à nouveau affecté sur le front de l'ouest en 1917/18. Le 27 janvier 1917 il est promu au grade de lieutenant.
Après la guerre, Bismarck continue sa carrière militaire au sein de la Reichswehr. Il est nommé capitaine (Hauptmann) le 1er mai 1924 et commandant (Major) le 1er janvier 1934. Le 10 novembre 1938 il prend le commandement du régiment de cavalerie Kavallerie-Schützenregiment Nr. 7 stationné à Gera, en Thuringe avant d'être promu au grade de colonel (Oberst) le 1er février 1939.
Durant la Seconde Guerre mondiale, Bismarck participe avec son régiment à la campagne de Pologne en septembre 1939 puis, en 1940, à celles de Belgique et de France. Le 29 septembre 1940 il est décoré de la croix de chevalier de la croix de fer. En 1941 il prend le commandement par intérim de la 30e panzerdivision sur le front de l'est et, en janvier 1942, il est muté en Libye, au sein de l'Afrikakorps. Le 1er avril 1942 il est promu au grade de général de brigade (Generalmajor) et il prend le commandement de la 21e panzerdivision. Il est tué à El Alamein le 31 août 1942 durant une attaque aérienne britannique et il est promu à titre posthume au grade de général de division (Generalleutnant) le 16 novembre 1942, avec effet rétroactif au 1er août 1942.

## Décorations
- Croix de fer (1914)
  - 2e classe
  - 1re classe
- Croix hanséatique de Hambourg
- Croix de chevalier de l'ordre royal de Hohenzollern avec glaives
- Croix d'honneur
- Agrafe de la croix de fer (1939)
  - 2e Classe (20 septembre 1939)
  - 1re Classe (1er octobre 1939)
- Médaille du Front de l'Est
- Insigne de combat des blindés
- Croix de chevalier de la croix de fer
  - Croix de chevalier le 29 septembre 1940 en tant que Oberst et commandant du Schützen-Regiment 7[2]
- Bande de bras Afrika